# Port Vale Football Club 2016-2017
Questa voce raccoglie le informazioni riguardanti il Port Vale Football Club nelle competizioni ufficiali della stagione 2016-2017.

## Rosa
Aggiornato al 31 agosto 2016.
| N. |                             | Ruolo | Calciatore         |
| -- | --------------------------- | ----- | ------------------ |
| 1  | Inghilterra (bandiera)      | P     | Jak Alnwick        |
| 2  | Inghilterra (bandiera)      | D     | Ben Purkiss        |
| 3  | Inghilterra (bandiera)      | D     | Adam Yates         |
| 4  | Inghilterra (bandiera)      | D     | Remie Streete      |
| 5  | Paesi Bassi (bandiera)      | D     | Kjell Knops        |
| 6  | Paesi Bassi (bandiera)      | D     | Calvin Mac-Intosch |
| 7  | Inghilterra (bandiera)      | C     | Sam Kelly          |
| 8  | Portogallo (bandiera)       | C     | Paulo Tavares      |
| 9  | Curaçao (bandiera)          | A     | Rigino Cicilia     |
| 11 | Irlanda (bandiera)          | C     | Sam Foley          |
| 12 | Inghilterra (bandiera)      | C     | Nathan Ferguson    |
| 13 | Irlanda del Nord (bandiera) | A     | Martin Paterson    |
| 14 | Inghilterra (bandiera)      | C     | Jerome Thomas      |
| 15 | Inghilterra (bandiera)      | A     | Anton Forrester    |

| N. |                        | Ruolo | Calciatore         |
| -- | ---------------------- | ----- | ------------------ |
| 16 | Svezia (bandiera)      | C     | Christopher Mbamba |
| 17 | Inghilterra (bandiera) | C     | Michael Brown      |
| 18 | Inghilterra (bandiera) | A     | Dan Turner         |
| 19 | Inghilterra (bandiera) | C     | Omar Haughton      |
| 20 | Portogallo (bandiera)  | D     | Kiko               |
| 21 | Francia (bandiera)     | A     | Quentin Pereira    |
| 23 | Inghilterra (bandiera) | P     | Ryan Boot          |
| 24 | Inghilterra (bandiera) | D     | Nathan Smith       |
| 26 | Inghilterra (bandiera) | A     | Alex Jones         |
| 27 | Francia (bandiera)     | C     | Sébastien Amoros   |
| 28 | Francia (bandiera)     | C     | Anthony de Freitas |
| 30 | Svizzera (bandiera)    | C     | Gëzim Shalaj       |
| 42 | Inghilterra (bandiera) | C     | Anthony Grant      |
| 46 | Inghilterra (bandiera) | D     | Sam Hart           |